# Chó chăn cừu Kelpie Úc
Chó chăn cừu Kelpie Úc (Australian Kelpie) là một giống chó chăn cừu có nguồn gốc từ nước Úc. Tên Kelpie đến từ nước Kelpie được đề cập bởi Robert Louis Stevenson, nhà văn Scotland, trong tác phẩm Bị bắt cóc, chúng nổi tiếng từ năm 1870. Đây là một giống chó lao động hăng say và hiệu quả trong công việc chăn gia súc của mình, góp phần rất lớn cho những người chăn nuôi nước Úc.

## Tổng quan
Có giả thiết cho rằng Kelpie được sinh ra từ một con Dingo lai với một con Border Collie, những tư liệu khác cho rằng sự phát triển của loài này từ những con Collie Miền Bắc Anh ở vùng Rutherford. Loài chó chăn gia súc gốc Anh chăm chỉ này, như nhiều giống chó chăn cừu khác, được nhập khẩu vào Úc vào thời kỳ nửa sau Thế kỷ 19.
Ngày nay, gần 100.000 con Kelpie được sử dụng ở lục địa này. Mặc dù có thể hình tương đối nhỏ, những con Kelpie không có giới hạn về khả năng làm việc chăn trâu, bò, dê, gia cầm và những con tuần lộc. Chúng sẽ xuất sắc trong những cuộc thi tuân thủ mệnh lệnh. Chúng còn thích hợp với vai trò của con chó cảnh dùng để bầu bạn.

## Đặc điểm
Chó chăn cừu Kelpie Úc có một cơ thể chắc nịch và bốn chân khỏe khoắn. Cơ thể dài hơn đôi chút so với chiều cao, Kelpie có một bộ ngực rộng và hài hòa tạo nên một dáng vẻ khỏe mạnh và linh hoạt. Chiều cao của chúng từ 43 đến 51 cm, cân nặng từ 11 đến 20 kg. Đầu thủ dài và hẹp. Đuôi dài vừa phải và hạ thấp. Bàn chân khỏe, ngắn và các ngón chân tròn.
Chúng có mắt rất tinh và sử dụng chúng để quan sát đàn cừu và chăn cừu trong một không gian rộng. Tuổi thọ chúng khoảng 10 đến 14 năm, Lứa đẻ khoảng từ 4 đến bảy con. Loài này dễ chăm sóc. Bệnh tật khi nuôi chúng cần chú ý bệnh PRA = Teo võng mạc phát triển nhanh–thoái hóa võng mạc gây ra chứng mù một phần hoặc toàn phần. Chúng cần vận động về thể chất và tinh thần. Ngoài ra, do chúng là loài ham vận động do đó người chủ nuôi cần lưu ý cho chúng ăn đảm bảo.
Bộ lông kép gồm một lớp lông tơ ngắn và rậm bên trong, một lớp lông cứng thẳng và chịu đựng được thời tiết ở bên ngoài. Màu sắc lông có thể bao gồm đen và đỏ, mỗi màu có thể đi kèm với màu nâu hoặc không, màu nâu vàng, màu sô cô la và xanh da trời. Bộ lông chống chịu được thời tiết cho phép chúng sống ở nơi lạnh lẽo cũng như nóng bức. Thỉnh thoảng chải lông là tất cả những gì mà nó cần. Chỉ tắm khi cần thiết bởi vì nó sẽ mất chất dầu tự nhiên trên bộ lông và làm khô da. Loài này rụng lông vừa phải.

## Tập tính
Chủ nhân của Kelpie yêu thích khả năng lao động hơn là dáng vẻ bề ngoài của chúng. Là một giống chó lao động không mệt mỏi, năng nổ, mạnh mẽ và chắc nịch. Với khả năng chăn gia súc, loài Kelpie Úc là một giống chó lao động thành công và phổ biến nhất ở Úc. Những con Kelpie Úc là những con chó sống theo một chủ nhưng rất yêu thích lao động và rất dồi dào sinh lực chứ không phải là một con chó thích nằm dài hoặc sống trong căn hộ. Dễ huấn luyện và kiên trì đối với công việc tạo cho chúng trở thành một lực lượng lao động cơ bản tại Úc.
Chúng sẵn sàng phản ứng tức thì với bất kỳ dấu hiệu nào được đưa ra bởi chủ nhân, thậm chí từ một khoảng cách xa. Chúng tốt với trẻ em khi chúng được nuôi từ nhỏ cùng với lũ trẻ. Kelpie sẽ cố gắng chăn dắt những con chó, thú cưng và những con vật khác dù cho chúng có muốn hay không. Chúng sẽ làm việc cho đến tận khi nó không thể làm được nữa. Chúng độc lập và làm việc vì bản thân chúng hơn là làm vui lòng chủ nhân. Buồn chán là sự bất hạnh đối với chúng.
Chúng có thể là những con chó canh gác và cũng có thể được huấn luyện như một con chó tinh mắt. Kelpie Úc là một giống chó không hung dữ, nhưng có thể bảo vệ chủ khi cần thiết, không sợ hiểm nguy đối với bản thân. Rất thông minh, nó có thể khá ngang bướng. Cần một người chủ biết cách thể hiện sự trầm tĩnh nhưng chắc chắn đối với chúng. Những vấn đề có thể nảy sinh nếu chúng có một người chủ không phù hợp và chúng không được vận động đầy đủ. Loài này tốt nhất là có một công việc để làm. Nếu không có thời gian với nó hoặc không hiểu đầy đủ về bản năng của loài chó và không dẫn dắt được nó, sẽ không phù hợp với loài này.

## Lao động

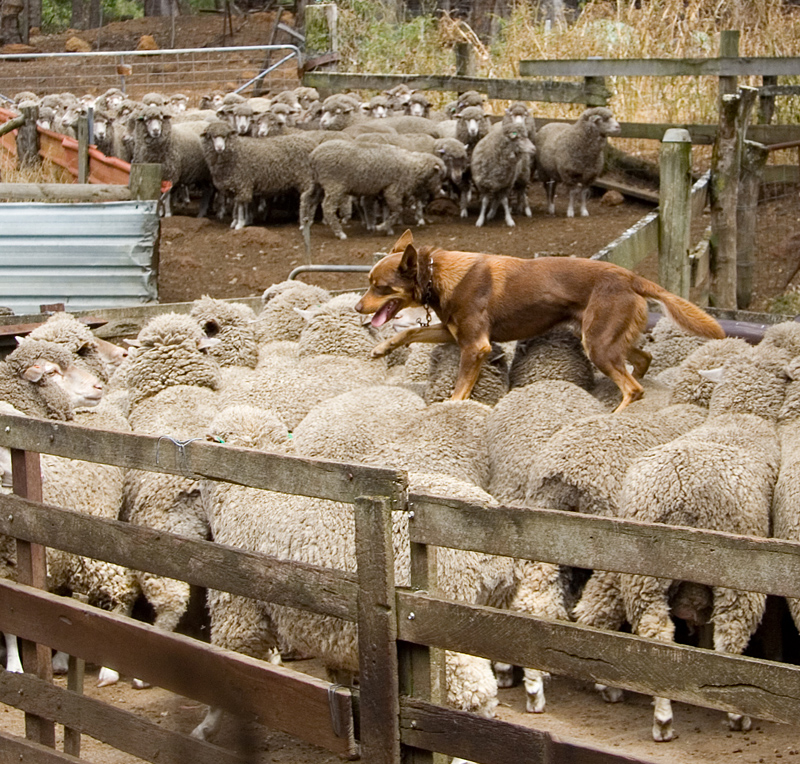
Cận cảnh một con Kelpie đang lùa cừu

Ở Úc, chó Kelpie làm việc suốt ngày thậm chí cả trong nhiệt độ cao, bao quát khoảng từ 1000 đến 4000 mẫu Anh. Loài chó này sử dụng mắt tương tự như loài Border Collie để chăn gia súc, nhưng cũng dùng khả năng cắn chân sau gia súc để lùa những con gia súc bướng bỉnh. Kelpie có thể tập trung hàng nghìn con cừu từ đồng cỏ để lùa chúng vào nơi tập trung. Khi một bầy cừu được gom lại đông, những con Kelpie sẽ tìm kiếm con đường ngắn nhất để đi sang phía đối diện, mà thường là đường thẳng. Loài chó Kelpie rất thông minh này sẽ nhảy lên lưng con cừu gần nhất và chạy dọc qua đàn cừu để sang phía bên kia.
Kelpie Úc không phù hợp với cuộc sống căn hộ. Chúng là giống chó lao động mà cần một không gian rộng rãi để chạy nhảy và sẽ phù hợp, chúng thích có công việc để làm. Chúng sẽ hài lòng sống ngoài trời với một chỗ trú ẩn phù hợp. Kelpie Úc là một loài chó lao động mà yêu cầu một mức vận động cao, yêu thích nhiều loại công việc. Chúng có nguồn năng lượng dồi dào. Chúng là những con chó ham làm việc cho đến chết. Chúng cần được đi dạo hàng ngày. Là một người bạn đồng hành tốt. Không cho phép loài này chạy phía trước chủ khi đi dạo. Chúng cần chạy bên cạnh hoặc đằng sau để củng cố vị trí Anpha (vị trí mà người chủ chỉ định cho con chó của mình).